# Belgium (Illinois)
Belgium è un villaggio degli Stati Uniti d'America, situato nello Stato dell'Illinois, nella contea di Vermilion.